# Francisco Norden
Francisco Norden (Brussel·les, 9 de novembre de 1929) és un director de cinema colombià, reconegut principalment pel seu llargmetratge de 1984 Cóndores no entierran todos los días.

## Carrera
Norden va néixer en Brussel·les, de pare austríac i mare colombiana, i des de molt curta edat va anar a viure a Colòmbia on va estudiar arquitectura en la Universitat Nacional, va fer estudis a l'Escola des Beaux Arts, en París i al Polytechnic School of Architecture, a Londres. Va obtenir un diploma de Direcció i Muntatge de l'Institut des Hautes Études Cinématographiques (IDHEC), a París.
Durant la seva carrera va dirigir set curtmetratges, entre els quals es destaquen Las murallas de Cartagena (1964); Los balcones de Cartagena (1966) i Arte Tayrona (1977). Realitzà vuit documentals, Camilo, el cura guerrillero (1974); I Villagi (produït per la televisió italiana, 1975); La ruta de Bolívar (produït per la televisió francesa, 1992); entre d'altres. Va realitzar a més dos migmetratges, Cerro Matoso (1980) i El último rostro (Hoy conocí a Bolívar, 1981) i dos llargmetratges, Cóndores no entierran todos los días (1984) i El trato (2005).

## Filmografia seleccionada
- 2005 - El trato
- 1992 - La ruta de Bolívar
- 1981 - El último rostro
- 1980 - Cerro Matoso
- 1984 - Cóndores no entierran todos los días
- 1977 - Arte Tayrona
- 1975 - Congreso mundial de brujería
- 1975 - I villagi
- 1974 - Camilo, el cura guerrillero[3]
- 1970 - Se llamaría Colombia
- 1966 - Los balcones de Cartagena
- 1964 - Las murallas de Cartagena